# ソーイージー
株式会社soeasy(ソーイージー)（英文社名：soeasy, Inc.）は、東京都千代田区に本社を置くインターネット関連企業。
2025年5月1日、プレイングアンバサダーに元サッカー日本代表、柿谷曜一朗氏が就任したことを発表。柿谷曜一朗氏と様々な取り組みを予定している。

## サービス
soeasy
15秒動画投稿コミュニティ。
soeasy buddy
動画マニュアルツール。

## 沿革
- 2016年
  - 8月 - soeasyサービス開始
  - 12月 - 株式会社soeasy設立
- 2018年
  - 1月 - 本社を新宿区神楽坂に移転
  - 4月 - soeasy buddy正式版をリリース[2]
  - 8月 - 1.1億円の資金調達を実施[3]